# Stone (Staffordshire)
Stone ist eine Stadt und eine Verwaltungseinheit im District Stafford in der Grafschaft Staffordshire, England. Stone ist 11,2 km von Stafford entfernt. Im Jahr 2001 hatte es eine Bevölkerung von 14.555 Personen.

## Persönlichkeiten
- Peter De Wint (1784–1849), Landschaftsmaler
- Cedric Price (1934–2003), Architekt, Architekturlehrer und Fachautor
- Andrew Wilson (* 1950), Schriftsteller und Journalist
- Andy Wilkinson (* 1984), Fußballspieler
- James Bolton (* 1994), Fußballspieler